# Горбачов Михайло Костянтинович
Михайло Костянтинович Горбачов (біл. Міхаіл Канстанцінавіч Гарбачоў, нар. 29 липня 1983, Кіровськ, Білорусь) — білоруський футболіст, захисник футбольної команди «Білшина».

## Життєпис
Довгий час грав у складі бобруйської «Білшини», але після її вильоту з вищої ліги за підсумками сезону 2006 перейшов в новополоцький «Нафтан», де швидко став основним захисником.
У січні 2013 повернувся в «Білшину». У бобруйській команді грав на позиції центрального захисника. У грудні 2013 подовжив свою угоду.
У сезоні 2014 продовжував грати на позиції центрального захисника, чергувався з Артемом Бобухом та Валерієм Каршакевичем. У квітні, травні та в серпні 2014 був відсутній через травми.

## Титули та досягнення
- Чемпіон Білорусі (1):

«Білшина»: 2001
- Володар Кубка Білорусі (2):

«Нафтан»: 2008-09, 2011-12